# Rendzavarás
A 2012. évi II. törvény 169. §-a rendzavarást mint a garázdaság bűncselekmény szabálysértési alakzatát a következők szerint szabályozza:
Aki
- a) verekszik, továbbá aki mást verekedésre felhív,
- b) rendzavarás vagy garázdaság esetén a hatóság vagy az eljáró hivatalos személy intézkedésével szemben engedetlenséget tanúsít,
- c) a sportrendezvények biztonságáról szóló kormányrendelet hatálya alá tartozó sportrendezvényen az arcát olyan módon eltakarva jelenik meg vagy tartózkodik, amely alkalmas arra, hogy meghiúsítsa a személyének a hatóság vagy az eljáró hivatalos személy által történő azonosítását, szabálysértést követ el.[1]

Aki nyilvános rendezvényen
- a) lőfegyvert vagy robbanóanyagot, illetve az élet kioltására vagy testi sértés okozására alkalmas eszközt tartva magánál jelenik meg,
- b) a rendező szerv, illetve a rendőrség biztonságra vonatkozó felhívásának, rendelkezésének nem tesz eleget, szabálysértést követ el.[2]

## A garázdaság és a rendzavarás összevetése
Bűncselekmény helyett szabálysértést valósít meg, aki közterületen vagy nyilvános helyen
- verekszik, mást verekedésre felhív (Rendzavarás) – itt hiányzik a kihívóan közösségellenes magatartás, mely a bűncselekmény feltétele;
- kihívóan közösségellenes magatartást tanúsít, mely alkalmas arra, hogy másokban megbotránkozást, riadalmat keltsen (Garázdaság) – itt hiányzik az erőszakos elem, ami a bűncselekmény feltétele, így a felrobbanó petárda nem fejt ki se tárgyra, sem személyre közvetlenül erőszakos hatást, ezért a petárdázó e szakasz szerint büntetendő és nem követi el a garázdaság bűncselekményt;
- rendzavarás vagy garázdaság esetén a hatóság vagy az eljáró hivatalos személy intézkedésével szemben engedetlenséget tanúsít.

Elzárással vagy pénzbírsággal sújtható a szabálysértési alakzat elkövetője. Az elkövetővel szemben kitiltásnak is helye van.